# 浜由樹子
浜 由樹子（濱 由樹子、はま ゆきこ）は、日本の国際政治学者・ロシア地域研究者。ロシアにおけるユーラシア主義の専門家。学位は、博士（国際関係学）（津田塾大学・2009年）。静岡県立大学大学院国際関係学研究科准教授・国際関係学部准教授。
津田塾大学学芸学部助教、津田塾大学国際関係研究所研究員、一橋大学経済研究所研究機関研究員などを歴任。

## 来歴

### 生い立ち
日本女子大学附属中学校・高等学校を経て、1998年3月、上智大学外国語学部ロシア語学科卒業。2000年3月、津田塾大学大学院国際関係学研究科修士課程修了、修士（国際関係学）。2004年3月、同後期博士課程単位取得満期退学。学位論文「ユーラシア主義の起源――N. S. トルベツコイとP. N. サヴィツキーの思想を中心に」により、津田塾大学から博士（国際関係学）の学位を取得。

### 政治学者として
2004年4月、津田塾大学学芸学部助教。2006年4月、津田塾大学国際関係研究所研究員。2009年9月、ハーバード大学デービス・ロシア・ユーラシア研究センター客員研究員（兼任）。2018年4月、一橋大学経済研究所研究機関研究員。2019年4月、静岡県立大学大学院国際関係学研究科准教授。国際関係学部准教授を兼務。

## 研究
専門は政治学。特に国際政治学、国際関係史、ロシア地域研究。ロシア連邦におけるユーラシア主義の研究者であり、博士論文もニコライ・トルベツコイやペトル・サヴィツキーの思想とユーラシア主義について論じたものである。また、新興国における地政学の復権に着目した研究や文化冷戦論に関する研究を行っている。

## 年譜
- 1998年 - 上智大学外国語学部卒業[3]。
- 2000年 - 津田塾大学大学院国際関係学研究科修士課程修了[3]。
- 2004年 - 津田塾大学大学院国際関係学研究科後期博士課程単位取得満期退学[3]。
- 2004年 - 津田塾大学学芸学部助教[7]。
- 2006年 - 津田塾大学国際関係研究所研究員[7]。
- 2009年 - ハーバード大学デービスロシア・ユーラシア研究センター客員研究員[7]。
- 2018年 - 一橋大学経済研究所研究機関研究員[7]。
- 2019年 - 静岡県立大学大学院国際関係学研究科准教授。
- 2019年 - 静岡県立大学国際関係学部准教授[7]。

## 学会
出典。
- ロシア・東欧学会
- 日本国際政治学会
- ロシア史研究会

## 賞歴
- 2010年 - 「『ユーラシア』概念の再考」（『ロシア・東欧研究』）[12]によりロシア・東欧学会研究奨励賞[13]。

## 著作

### 単著
- 『ユーラシア主義とは何か』成文社、2010年。ISBN 978-4-915730-78-8
- 『トゥラン主義とその時代――汎イズム比較研究のための予備的考察』津田塾大学国際関係研究所、2011年。
- 『米ソ映画にみる「文化冷戦」――立体的冷戦史理解と「和解」のための問題提起として』津田塾大学国際関係研究所、2017年。

### 寄稿・分担執筆
- 木村汎・袴田茂樹編著『アジアに接近するロシア――その実態と意味』北海道大学出版会、2007年。ISBN 978-4-8329-6681-9
- 塩川伸明他編『ユーラシア世界』1巻、東京大学出版会、2012年。ISBN 978-4-13-034281-0

### 翻訳
- デイヴィド・シンメルペンニンク＝ファン＝デル＝オイェ著、浜由樹子訳『ロシアのオリエンタリズム――ロシアのアジア・イメージ、ピョートル大帝から亡命者まで』成文社、2013年。ISBN 978-4-86520-000-3
- 山中仁美著、佐々木雄太監訳、吉留公太ほか訳『戦争と戦争のはざまで――E. H. カーと世界大戦』ナカニシヤ出版、2017年。ISBN 978-4-7795-1182-0

### 動画
- プーチンの戦争：浜由樹子インタビュー【論壇チャンネルことのは】
- ウクライナ戦争の鍵？「ユーラシア主義」：浜 由樹子インタビュー第二回【論壇チャンネルことのは】

### 関連人物
- 木村汎
- 佐々木雄太
- 塩川伸明
- ニコライ・トルベツコイ
- 袴田茂樹